# 飲料水供給施設
飲料水供給施設（いんりょうすいきょうきゅうしせつ）は、水道法に基づき、飲料に適した水を供給する水道で、給水人口が100人以下のものをいう。上水道や簡易水道とは主に給水人口の違いなどしかない。しかし、給水人口が100人に満たないため、水道法に基づく水道事業には該当しない。主に他の水道給水区域と離れているなど、他の水道に接続していないため、その区域のみに水道を供給する必要がある場合に設置される。
主に飲料水供給施設に従事する公務員は、首長部局の職員として、一般会計から給与・手当が支給される。ただし、上水道や簡易水道と同一の部署で管理を行っている場合、上水道や簡易水道の特別会計から給料・手当が支給される。